# Lycoperdon echinatum
Lycoperdon echinatum Pers., 1794 è un fungo basidiomicete della famiglia Agaricaceae ben riconoscibile per la presenza delle sue spinule completamente sul tutto il fungo e per il colore da avorio a marrone. Come tutti i Lycoperdon perde le spore da vecchio se percosso da gocce di pioggia oppure spontaneamente. Le spore di questa specie possono provocare allergia temporanea.

## Descrizione della specie

### Carpoforo
Rotondeggiante, di dimensioni da 1 cm ai 5 cm di diametro, ricoperto completamente da fitti aculei riuniti a piramide, lunghi 3–6 mm, che vanno dal giallo-avorio al marrone scuro e si staccano abbastanza facilmente dal fungo vecchio.

### Imenio
Da bianco a marrone-avorio, contenente nella gleba.

### Gleba
Da biancastra a marrone-avorio, contenente l'imenoforo, a maturazione polverulenta e spesso provocante allergie temporanee.

### Caratteri microscopici
Sporeglobose, spinoso-verrucose, marrone in massa, 4-5 µm di diametro.

## Habitat
Fruttifica in estate-autunno, solitario o gregario in piccoli gruppi, su suolo calcareo, soprattutto in boschi di faggio.

## Commestibilità
Non commestibile, coriaceo e indigesto.

## Tassonomia

### Sinonimi e binomi obsoleti
- Lycoperdon gemmatum var. echinatum (Pers.) Fr., Syst. mycol. (Lundae) 3(1): 37 (1829)
- Utraria echinata (Pers.) Quél., Mém. Soc. Émul. Montbéliard, Sér. 2 5: 367 (1873)
- Lycoperdon hoylei Berk. & Broome, Ann. Mag. nat. Hist., Ser. 4 7: 430 (1871)

### Specie simili
- Lycoperdon pulcherrimum